# Wyoming Highway 130
Der Wyoming Highway 130 (WYO 130) ist eine 158,55 km lange State Route im US-Bundesstaat Wyoming. Die Straße ist auch als Snowy Range Road bekannt. Die Strecke über den Snowy Range Pass ist im Winter (November–Mai) geschlossen.

## Streckenverlauf

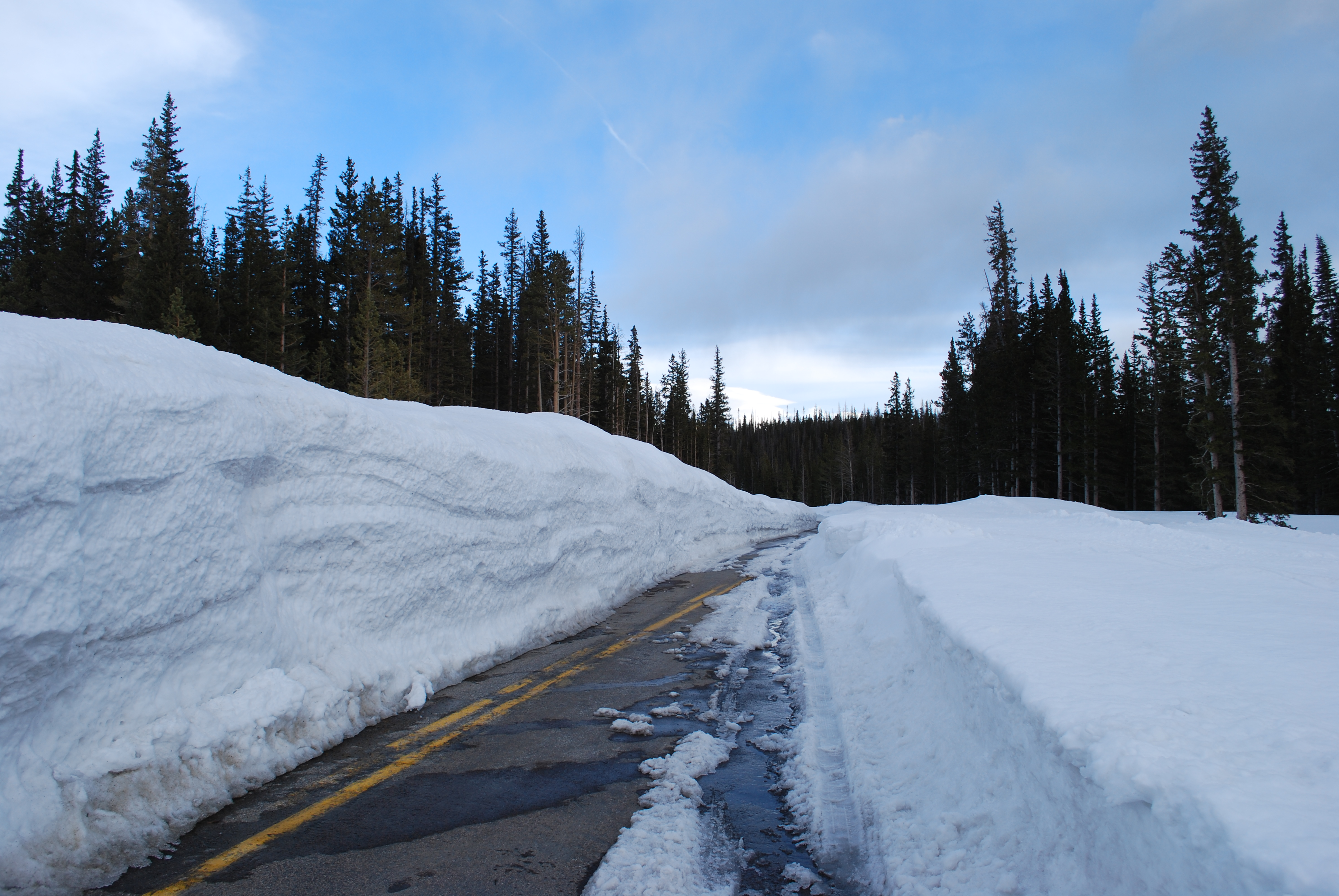
Gesperrter Abschnitt des Highway 130 (April 2014)

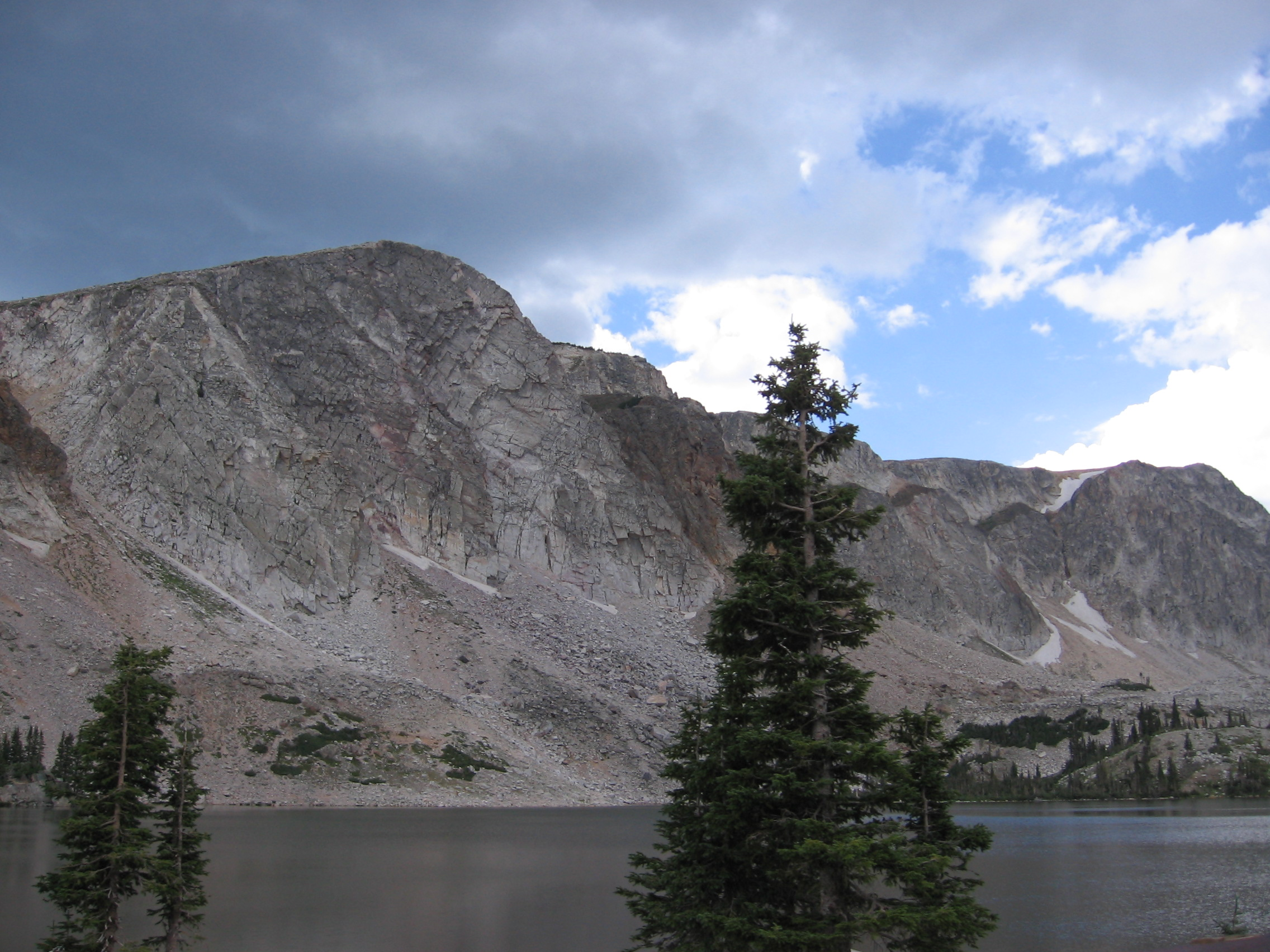
Der Medicine Bow Peak über dem Lake Marie, gesehen vom Wyoming Highway 130

Der Wyoming Highway 130 führt von der Interstate 80 (Ausfahrt 235) und der US 30/US 287 bei Walcott nach Süden durch Saratoga, überquert den North Platte River, kreuzt den Wyoming Highway 74 bei 32,7 km und führt weiter nach Süden bis zu einer Kreuzung mit dem Wyoming Highway 230 bei 45,4 km, wo die Straße nach Osten abbiegt, um nach Laramie zu gelangen. Der WYO 130 führt hinauf durch die Medicine Bow Mountains (oder Snowy Range Mountains) und durch einen Teil des Medicine Bow National Forests. Auf dem Snowy Range Pass erreicht sie unterhalb des Medicine Bow Peaks auf 3310 m ihren höchsten Punkt. Damit ist der Snowy Range Pass nach dem Beartooth Pass der zweithöchste Straßenpass in Wyoming.  Auf der anderen Passseite führt der Highway wieder hinab bis Centennial und kreuzt sechs Meilen östlich von Centennial den Wyoming Highway 11, der von hier aus bis Albany führt. Bei 147,6 km wird der Wyoming Highway 12 gekreuzt und bei 154,8 km trifft der Highway 130 westlich von Laramie erneut auf den Highway 230. Von hier aus verlaufen die Routen 130 und 230 bis Laramie gemeinsam als Snowy Range Road. Dies ist die einzige Stelle in Wyoming, an der zwei State Routes parallel laufen. Kurz darauf hat die Snowy Range Road (WYO 130/WYO 230) erneut einen Anschluss an die Interstate 80 (Ausfahrt 311). Fast 3,2 km nach diesem Autobahnkreuz enden der Wyoming Highway 130 sowie der Wyoming Highway 230 nach Überqueren des Laramie Rivers in Laramie an der I-80 BUS/US 30/US 287. Die Strecke führt durch die Counties Carbon und Albany.

## Geschichte
Der Highway 130 begann ursprünglich in der Innenstadt von Saratoga an der heutigen unmarkierten Kreuzung mit dem Wyoming Highway 74 (Bridge Street). Die derzeitige Streckenführung des Wyoming Highway 130 von der Kreuzung des Highway 74 nach Süden bis zur Kreuzung des Highway 230 war einst Teil des Wyoming Highway 70. Ursprünglich führte der Highway 130 auf dem Weg der Carbon County Route 504 nach Südosten bis Ryan Park. Die Fahrbahn von Ryan Park bis zur Kreuzung WYO 130/WYO 230 wurde zu diesem Zeitpunkt noch nicht gebaut. Der Teil der Straße, der als Snowy Range Scenic Byway ausgeschildert ist, wurde in den 1870er Jahren erbaut und in den 1930ern zum zweiten National Scenic Byway der USA erklärt.

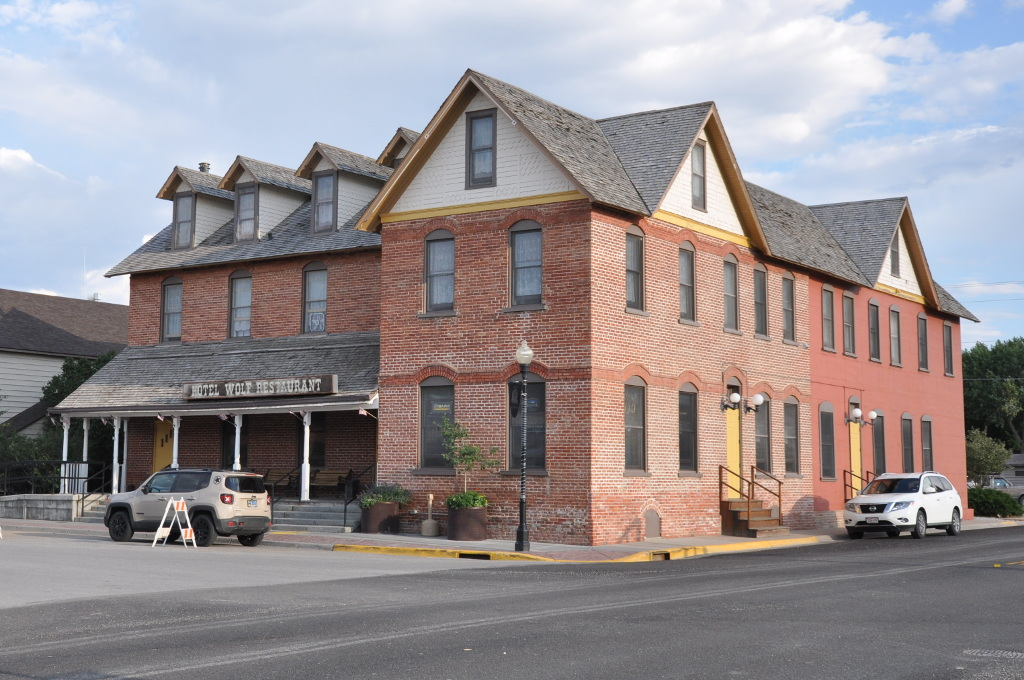
Das Hotel Wolf am Highway 130 in Saratoga

## Belege
1. 1 2 3 4  AARoads: Wyoming State Route Log: 100 through 199. Abgerufen am 18. September 2021 (amerikanisches Englisch).
2. ↑  Snowy Range Scenic Byway Self Driving Tour Map | Visit Laramie. Abgerufen am 18. September 2021.